# Krieg der Welten (2025)
Krieg der Welten (War of the Worlds) ist ein Science-Fiction-Film von Rich Lee aus dem Jahr 2025. In der Adaption von H. G. Wells 1898 erschienenem Roman Der Krieg der Welten sind Ice Cube und Eva Longoria in den Hauptrollen zu sehen. Der Film wurde am 30. Juli 2025 auf Prime Video veröffentlicht.

## Handlung
Der Heimatschutzbeamte Will Radford kann von seinem Computer aus nahezu jeden Menschen auf der Erde überwachen. So hat er auch immer ein Auge auf seinen jugendlichen Sohn Dave und seine schwangere Tochter Faith, die er regelmäßig mit gut gemeinten elterlichen Ratschlägen nervt. Während er das FBI bei der Suche nach dem Hacker Disruptor unterstützt, stürzen überall Meteoriten auf die Erde. Mithilfe der NASA stellt er fest, dass dies der Auftakt einer Alien-Invasion ist.
Die USA und mehrere andere Länder gehen militärisch gegen die Invasoren vor, anfangs auch erfolgreich. Doch Will merkt, dass die Aliens sich auf die weltweite digitale Infrastruktur konzentrieren und die Rechenzentren angreifen. Dadurch können die Aliens ihre Maschinen verbessern, wodurch sie wieder die Oberhand gewinnen. Will findet heraus, dass der Hacker Disruptor sein eigener Sohn Dave ist. Dave lässt seinem Vater Informationen über ein geheimes Überwachungsprojekt namens „Goliath“ zukommen. Beim Sichten dieser Daten stellt Will fest, dass die Außerirdischen schon viel länger auf der Erde sind und dass die Regierung dies auch wusste, auch dass das Zuführen weiterer Daten die Aliens nur noch stärker macht. Trotzdem wurde „Goliath“ durch NSA-Direktor Donald Briggs aktiviert, was dann auch den Alienangriff auslöste. Will Radford stellt Briggs zur Rede, der Goliath damit rechtfertigt, dass die Menschen geschützt werden müssen. Briggs sperrt Will aus dem Computersystem der Heimatschutzbehörde aus. Will gelingt es mit Dave und den anderen Hackern, einen Virus bei Goliath einzuschleusen, was die Kampfmaschinen der Aliens vorübergehend stilllegt. Das US-Militär will den Server von Goliath zerstören, um zu verhindern, dass die Aliens erneut die Kontrolle darüber erlangen können. Zusammen mit seiner Tochter Faith kann Will kurz vorher den Goliath-Server dauerhaft abschalten. Daraufhin zieht das Militär die bereits entsendeten Bomber wieder zurück.
Es gelingt der Menschheit schließlich, die Außerirdischen zu besiegen. Briggs wird aufgrund seiner Verstöße gegen die Verfassung verhaftet. Will und seine Kinder werden öffentlich gefeiert. Man bietet Will an, ein neues Überwachungssystem aufzubauen und zu leiten. Dies lehnt Will aber ab.

## Produktion
Der Film wurde bereits 2020 während der COVID-19-Pandemie produziert, dann aber erst Ende Juli 2025 veröffentlicht.
Erst im Juli 2025, kurz vor Veröffentlichung des Films, wurde bekannt, dass es sich bei diesem um eine Adaption von Der Krieg der Welten von H. G. Wells handelt. Produzent Timur Bekmambetow sagte in einem Interview dazu, dass man sich Gedanken dazu gemacht habe, wie die Menschheit heutzutage so eine Alieninvasion erleben würde. Was 1938 bei dem Hörspiel das Radio war, würde heute wohl das Handy sein. Diese Idee wurde umgesetzt als Desktop-Film, was heißt, dass durchgängig der Computerbildschirm der Hauptfigur zu sehen ist und Figuren etwa durch Webcams und Facetime-Calls gezeigt werden.

## Synchronisation
Die deutschsprachige Synchronisation entstand bei EVA Studios Germany in Berlin nach einem Dialogbuch von Michael Nowka, der auch die Dialogregie übernahm.
| Rolle           | Darsteller/in     | Sprecher          |
| --------------- | ----------------- | ----------------- |
| William Radford | Ice Cube          | Tobias Meister    |
| Sandra Salas    | Eva Longoria      | Anna Carlsson     |
| Faith Redford   | Iman Benson       | Esra Vural        |
| Dave Radford    | Henry Hunter Hall | Sebastian Fitzner |
| Mark Goodman    | Devon Bostick     | Julius Jellinek   |
| Donald Briggs   | Clark Gregg       | Erich Räuker      |
| Walter Crystal  | Michael O’Neill   | Bernd Vollbrecht  |

## Rezeption
Der Film wurde fast durchweg negativ bewertet.
So verzeichnete Rotten Tomatoes bei 39 ausgewerteten Kritiken nur eine positive. Der Metascore auf Metacritic liegt bei 7 Kritiken 3benfalls niedrig mit einem Wert von 6 von 100.
Der Filmkritiker Peter Debruge kam in seiner Kritik auf Variety.com zu dem Schluss, dass es sich bei Krieg der Welten um eine katastrophale Neuverfilmung von H. G. Wells’ Klassiker handle. Darüber hinaus kritisierte er die schauspielerische Leistung von Ice Cube und die offensichtliche Produktplatzierung von Amazon, inklusive dass Amazon Prime als einzige Lösung für die Erde suggeriert wird. Zu ähnlichen Bewertungen kamen auch Robert Hofmann oder David Hain in ihren auf YouTube veröffentlichten Kritiken. Das Fazit von Ilija Glavas auf Kinomeister.de lautet, dass der Film eine ambitionierte Prämisse verfolge, aber katastrophal umgesetzt sei. Im Magazin Empire fasst Ian Freer seine Kritik so zusammen, dass die dünne, hektische, seelenlose Adaption fehlgeleitetes Filmemachen hoch drei sei. Außerdem sei es ein lächerlicher Versuch klassische Science-Fiction durch WhatsApp und politische Machenschaften zu modernisieren.
In den negativen Tenor steigt auch Brian Tallerico in seiner Kritik auf rogerebert.com ein und ergänzt noch, dass er es ziemlich eklig findet, wenn Amazon so dargestellt werde, vor allen erdenklichen Bedrohungen schützen zu können.
Auf Golem.de kommt Peter Osteried zu einem gemischten Urteil und konstatiert, dass der Film nicht mit den bisherigen Verfilmungen aus den Jahren 1953 und 2005 mithalten könne, aber durchaus Spaß mache. Außerdem verfolge der Film einen spannenden Ansatz, indem er die Alieninvasion aus der Perspektive ganz normaler Menschen zeige und wie sie diese wahrnehmen würde: über soziale Medien.
Zu einem deutlich positiveren Urteil kommt Jordan Hoffman von Entertainment Weekly und erwähnt, dass der Film ein urkomisches Chaos sei.